# Corydalis calycosa
Corydalis calycosa är en vallmoväxtart som beskrevs av H. Chuang. Corydalis calycosa ingår i släktet nunneörter, och familjen vallmoväxter. Inga underarter finns listade i Catalogue of Life.